# جلال‌الدین باقر چلبی
 جلال‌الدین باقر چلبی (به ترکی استانبولی: Celaleddin Bakir Celebi)، پدر اسین چلبی (به ترکی استانبولی: Esin Celebi) بود. وی بزرگ طریقه مولویه و به قول عبدالباقی گولپینارلی وی مولوی زمان خود بوده‌است. وی این مثنوی‌شناس برجسته بود و عمر خود را صرف نشر معارف مولوی کرد وی به چندین زبان دنیا تسلط داشت و زبان فارسی را بسیار دوست می‌داشت.

## طریقه مولویه
با بنیان‌گذاری ترکیه مدرن در سال ۱۹۲۲ از سوی مصطفی کمال آتاترک جمهوری لائیک ترکیه بسیار کوشید تا طریقه مولویه را تحت فشارهای گوناگون از تلاش شان باز دارد و به این منظور گولپینارلی از تدریس در دانشگاه منع شد و جلال الدین باقر چلبی را نیز بعد از تعطیلی مولوی خانه‌ها و ممنوعیت هرگونه فعالیت برای طریقت مولویه از کشور تبعید کردند.
در آن زمان مولوی خانه‌ها مرکز اجتماع فقرا (دراویش) و نشر عرفان و آموزش الاهیات و مثنوی خوانی بوده. در ایران مشابه این مولوی خانه‌ها مکان‌هایی داریم که به آن خانقاه می‌گویند.
با روی کار آمدن دولت اسلام گرای اردوغان بیشتر محدودیت‌های طریقه مولویه عملاً از میان رفت و سفارت ترکیه در تهران کتابخانه خود را به نام گولپینارلی نام‌گذاری کرد و از اسین چلبی نواده مولوی برای افتتاح آن دعوت کرد.

## جستارهای دیگر
- بنیاد بین‌الملی مولانا
- جلال‌الدین محمد بلخی
- اسین چلبی
- حسام‌الدین حسن چلبی

## منبع
- http://www.persianv.com/view/003527.php

1. ↑  خانم اسین چلبی